# Полярная Звезда (шхуна, 1862)
«Полярная Звезда» — парусно-винтовая шхуна Беломорской флотилии Российской империи.

## Описание судна
Парусно-винтовая шхуна с деревянным корпусом, водоизмещением 369 тонн. Длина судна составляла 37,8 метра, ширина — 6,7 метра, а осадка — 3,5 метра. На шхуне была установлена паровая машина мощностью 80 номинальных (268 индикаторных) лошадиных сил и 1 гребной винт. Вооружение судно состояло из двух 3-фунтовых орудий.

## История службы
Шхуна «Полярная Звезда» была заложена в Архангельске 24 июля (5 августа) 1860 и после спуска на воду 26 мая (7 июня) 1862 года вошла в состав Беломорской флотилии России.
В кампании с 1862 по 1867 год выходила в плавания в Белое моря и использовалась для снабжения и осмотра маяков.
В 1868 году выходила в плавания в Белое море.
В кампании с 1869 по 1871 год также совершала плавания по маякам Белого моря.
В кампанию 1872 года также выходила в плавания в Белое море и ходила к Мурманскому берегу. В 1873 году совершала плавания в Белом море. В 1874 году совершила переход из Архангельска в Кронштадт. Во время перехода, экипаж шхуны отличился при тушении пожара в норвежском городе Тромсё. За спасение из горящего дома женщины с ребенком кочегар Михаил Бугаев был пожалован золотой медалью «За спасение погибавших» на владимирской ленте, прочие нижние чины, участвовавшие в тушении пожара были пожалованы по 3 руб. на человека, а командир шхуны капитан-лейтенант Тихменев, два офицера и кондуктор удостоились Монаршего благоволения в приказе.
В 1875 году совершала плавания в Белом море.
В 1876 году выходила в плавания в Белом море. В кампанию следующего 1877 года совершила переход из Архангельска в Кронштадт.
В кампании 1878 и 1879 годов вновь находилась в плаваниях в Белом море и Северном Ледовитом океане. При этом в 1879 году командир шхуны капитан 2-го ранга А. А. Мунк был награждён орденом Святого Владимира IV степени с бантом за выслугу 25 лет в офицерских чинах.
В кампании с 1880 по 1885 год совершала плавания по беломорским маякам, выходила в крейсерские плавания вдоль мурманского берега, а также ходила к Новой Земле и в Северный Ледовитый океан. В 1881 и 1882 годах также совместно со шхуной «Бакан» осуществляла охрану морских промыслов на Мурмане. При этом в кампанию 1884 года командир шхуны капитан-лейтенант А. Р. Боиль был награждён  орденом Святого Станислава II степени.
В кампанию 1887 года выходила в плавания по Белому морю.
Судно было исключено из списков судов флотилии 16 (28) мая 1888 года.

## Командиры судна
Командирами парусно-винтовой шхуны «Полярная Звезда» в составе Российского императорского флота в разное время служили:
- капитан-лейтенант, а с 1 (13) января 1865 года капитан 2-го ранга П. А. Акутин (14 (26) мая 1862—1867 годы)[21][22];
- капитан 2-го ранга Н. Ф. Руднев (с 18 (30) марта 1868 года)[23];
- капитан-лейтенант П. Р. Стронский (1869—1871 годы)[5];
- капитан-лейтенант Н. М. Тихменев (1873—1876 годы)[24];
- капитан-лейтенант, а с 1 (13) января 1878 года капитан 2-го ранга А. А. Мунк (1876—1879 годы)[25];
- капитан-лейтенант, а с 26 февраля (10 марта) 1885 года капитан 2-го ранга А. Р. Боиль (с 26 марта (7 апреля) 1880 года до 1885 года)[17];
- капитан 2-го ранга Е. Р. Боиль (с 22 марта (3 апреля) 1886 года до 1887 года)[26].